# Checking Out
Checking Out é um filme de comédia lançado em 2005 dirigido por Jeff Hare e estrelado por Peter Falk, Laura San Giacomo e David Paymer.

## Prêmios
Em 2005, Jeff Hare recebeu o prêmio de Melhor Diretor e Laura San Giacomo recebeu Melhor Atriz no Festival de Cinema de Palm Beach Internacional. No Festival de Cinema de Phoenix, o filme ganhou o Prêmio Asa de cobre de Melhor Filme, e em Worldfest Houston ganhou o Prêmio Platinum.

## Elenco
- Peter Falk .... Morris Applebaum
- Laura San Giacomo .... Flo Applebaum
- David Paymer .... Ted Applebaum
- Judge Reinhold .... Barry Applebaum
- Jeffrey D. Sams .... Dr. Sheldon Henning (como Jeffrey Sams)
- Shera Danese .... Rhonda Apple
- Mary Elizabeth Winstead .... Lisa Apple
- Dan Byrd .... Jason Apple
- Tony Todd .... Manuel
- Alex Datcher .... Raphaella
- David Bowe .... Allen
- Bob Bancroft .... Foyt
- Luis Antonio Ramos .... Luis
- Galen Yuen .... Foreman
- Joey Gray .... Dan